# Arrondissement Bernay
Das Arrondissement Bernay ist eine Verwaltungseinheit des Départements Eure in der französischen Region Normandie. Hauptort (Sitz der Unterpräfektur) ist Bernay.

## Wahlkreise
Im Arrondissement gibt es neun Wahlkreise (Kantone):
- Kanton Bernay
- Kanton Beuzeville
- Kanton Bourg-Achard
- Kanton Breteuil
- Kanton Brionne
- Kanton Grand Bourgtheroulde
- Kanton Le Neubourg (mit 39 von 43 Gemeinden)
- Kanton Pont-Audemer
- Kanton Verneuil d’Avre et d’Iton (mit 20 von 29 Gemeinden)

## Geschichte
Das Arrondissement Bernay wurde 1800 gegründet und 1926 um das Arrondissement Pont-Audemer erweitert. Mit Wirkung auf den 1. Januar 2006 wurde eine Verwaltungsreform durchgeführt, wobei der Kanton Amfreville-la-Campagne vom Arrondissement Évreux zum Arrondissement Bernay wechselte.

## Gemeinden
Die Gemeinden des Arrondissements Bernay sind:
| 1. Aclou (27001)                        | 2. Aizier (27006)                       | 3. Ambenay (27009)                         | 4. Amfreville-Saint-Amand (27011)          |
| 5. Appeville-Annebault (27018)          | 6. Armentières-sur-Avre (27019)         | 7. Asnières (27021)                        | 8. Authou (27028)                          |
| 9. Bacquepuis (27033)                   | 10. Bailleul-la-Vallée (27035)          | 11. Bâlines (27036)                        | 12. Barc (27037)                           |
| 13. Barneville-sur-Seine (27039)        | 14. Barquet (27040)                     | 15. Barville (27042)                       | 16. Bazoques (27046)                       |
| 17. Beaumontel (27050)                  | 18. Beaumont-le-Roger (27051)           | 19. Bémécourt (27054)                      | 20. Bérengeville-la-Campagne (27055)       |
| 21. Bernay (27056)                      | 22. Bernienville (27057)                | 23. Berthouville (27061)                   | 24. Berville-la-Campagne (27063)           |
| 25. Berville-sur-Mer (27064)            | 26. Beuzeville (27065)                  | 27. Bois-Anzeray (27068)                   | 28. Bois-Arnault (27069)                   |
| 29. Boisney (27074)                     | 30. Bois-Normand-près-Lyre (27075)      | 31. Boissey-le-Châtel (27077)              | 32. Boissy-Lamberville (27079)             |
| 33. Bonneville-Aptot (27083)            | 34. Bosgouet (27091)                    | 35. Bosrobert (27095)                      | 36. Bosroumois (27090)                     |
| 37. Boulleville (27100)                 | 38. Bouquelon (27101)                   | 39. Bouquetot (27102)                      | 40. Bourg-Achard (27103)                   |
| 41. Bournainville-Faverolles (27106)    | 42. Bourneville-Sainte-Croix (27107)    | 43. Bourth (27108)                         | 44. Bray (27109)                           |
| 45. Brestot (27110)                     | 46. Breteuil (27112)                    | 47. Brétigny (27113)                       | 48. Breux-sur-Avre (27115)                 |
| 49. Brionne (27116)                     | 50. Broglie (27117)                     | 51. Brosville (27118)                      | 52. Calleville (27125)                     |
| 53. Campigny (27126)                    | 54. Canappeville (27127)                | 55. Caorches-Saint-Nicolas (27129)         | 56. Capelle-les-Grands (27130)             |
| 57. Caumont (27133)                     | 58. Cauverville-en-Roumois (27134)      | 59. Cesseville (27135)                     | 60. Chaise-Dieu-du-Theil (27137)           |
| 61. Chamblac (27138)                    | 62. Chambois (27032)                    | 63. Chambord (27139)                       | 64. Chennebrun (27155)                     |
| 65. Chéronvilliers (27156)              | 66. Colletot (27163)                    | 67. Combon (27164)                         | 68. Condé-sur-Risle (27167)                |
| 69. Conteville (27169)                  | 70. Cormeilles (27170)                  | 71. Corneville-la-Fouquetière (27173)      | 72. Corneville-sur-Risle (27174)           |
| 73. Courbépine (27179)                  | 74. Courteilles (27182)                 | 75. Crestot (27185)                        | 76. Criquebeuf-la-Campagne (27187)         |
| 77. Crosville-la-Vieille (27192)        | 78. Daubeuf-la-Campagne (27201)         | 79. Drucourt (27207)                       | 80. Duranville (27208)                     |
| 81. Écaquelon (27209)                   | 82. Écardenville-la-Campagne (27210)    | 83. Écauville (27212)                      | 84. Ecquetot (27215)                       |
| 85. Émanville (27217)                   | 86. Épaignes (27218)                    | 87. Épégard (27219)                        | 88. Épreville-en-Lieuvin (27222)           |
| 89. Épreville-près-le-Neubourg (27224)  | 90. Étréville (27227)                   | 91. Éturqueraye (27228)                    | 92. Fatouville-Grestain (27233)            |
| 93. Ferrières-Saint-Hilaire (27239)     | 94. Feuguerolles (27241)                | 95. Fiquefleur-Équainville (27243)         | 96. Flancourt-Crescy-en-Roumois (27085)    |
| 97. Folleville (27248)                  | 98. Fontaine-l’Abbé (27251)             | 99. Fontaine-la-Louvet (27252)             | 100. Fort-Moville (27258)                  |
| 101. Foulbec (27260)                    | 102. Fouqueville (27261)                | 103. Franqueville (27266)                  | 104. Freneuse-sur-Risle (27267)            |
| 105. Fresne-Cauverville (27269)         | 106. Giverville (27286)                 | 107. Glos-sur-Risle (27288)                | 108. Goupil-Othon (27290)                  |
| 109. Gournay-le-Guérin (27291)          | 110. Grand Bourgtheroulde (27105)       | 111. Grand-Camp (27295)                    | 112. Graveron-Sémerville (27298)           |
| 113. Grosley-sur-Risle (27300)          | 114. Harcourt (27311)                   | 115. Hauville (27316)                      | 116. Hecmanville (27325)                   |
| 117. Hectomare (27327)                  | 118. Heudreville-en-Lieuvin (27334)     | 119. Hondouville (27339)                   | 120. Honguemare-Guenouville (27340)        |
| 121. Houetteville (27342)               | 122. Illeville-sur-Montfort (27349)     | 123. Iville (27354)                        | 124. Juignettes (27359)                    |
| 125. L’Hosmes (27341)                   | 126. La Chapelle-Bayvel (27146)         | 127. La Chapelle-Gauthier (27148)          | 128. La Chapelle-Hareng (27149)            |
| 129. La Goulafrière (27289)             | 130. La Harengère (27313)               | 131. La Haye-Aubrée (27317)                | 132. La Haye-de-Calleville (27318)         |
| 133. La Haye-de-Routot (27319)          | 134. La Haye-du-Theil (27320)           | 135. La Haye-Saint-Sylvestre (27323)       | 136. La Houssaye (27345)                   |
| 137. La Lande-Saint-Léger (27361)       | 138. La Neuve-Lyre (27431)              | 139. La Neuville-du-Bosc (27432)           | 140. La Noë-Poulain (27435)                |
| 141. La Poterie-Mathieu (27475)         | 142. La Pyle (27482)                    | 143. La Saussaye (27616)                   | 144. La Trinité-de-Réville (27660)         |
| 145. La Trinité-de-Thouberville (27661) | 146. La Vieille-Lyre (27685)            | 147. Launay (27364)                        | 148. Le Bec-Hellouin (27052)               |
| 149. Le Bec-Thomas (27053)              | 150. Le Bois-Hellain (27071)            | 151. Le Bosc du Theil (27302)              | 152. Le Favril (27237)                     |
| 153. Le Landin (27363)                  | 154. Le Lesme (27565)                   | 155. Le Mesnil-Saint-Jean (27541)          | 156. Le Neubourg (27428)                   |
| 157. Le Noyer-en-Ouche (27444)          | 158. Le Perrey (27263)                  | 159. Le Planquay (27462)                   | 160. Le Plessis-Sainte-Opportune (27466)   |
| 161. Le Theil-Nolent (27627)            | 162. Le Thuit de l’Oison (27638)        | 163. Le Tilleul-Lambert (27641)            | 164. Le Torpt (27646)                      |
| 165. Le Tremblay-Omonville (27658)      | 166. Le Troncq (27663)                  | 167. Les Barils (27038)                    | 168. Les Baux-de-Breteuil (27043)          |
| 169. Les Bottereaux (27096)             | 170. Les Monts du Roumois (27062)       | 171. Les Places (27459)                    | 172. Les Préaux (27476)                    |
| 173. Lieurey (27367)                    | 174. Livet-sur-Authou (27371)           | 175. Malleville-sur-le-Bec (27380)         | 176. Malouy (27381)                        |
| 177. Mandeville (27382)                 | 178. Mandres (27383)                    | 179. Manneville-la-Raoult (27384)          | 180. Manneville-sur-Risle (27385)          |
| 181. Marais-Vernier (27388)             | 182. Marbeuf (27389)                    | 183. Marbois (27157)                       | 184. Martainville (27393)                  |
| 185. Mélicourt (27395)                  | 186. Menneval (27398)                   | 187. Mesnil-en-Ouche (27049)               | 188. Mesnil-Rousset (27404)                |
| 189. Mesnils-sur-Iton (27198)           | 190. Montfort-sur-Risle (27413)         | 191. Montreuil-l’Argillé (27414)           | 192. Morainville-Jouveaux (27415)          |
| 193. Morsan (27418)                     | 194. Nassandres sur Risle (27425)       | 195. Neaufles-Auvergny (27427)             | 196. Neuville-sur-Authou (27433)           |
| 197. Noards (27434)                     | 198. Notre-Dame-d’Épine (27441)         | 199. Notre-Dame-du-Hamel (27442)           | 200. Piencourt (27455)                     |
| 201. Piseux (27457)                     | 202. Plainville (27460)                 | 203. Plasnes (27463)                       | 204. Pont-Audemer (27467)                  |
| 205. Pont-Authou (27468)                | 206. Pullay (27481)                     | 207. Quillebeuf-sur-Seine (27485)          | 208. Quittebeuf (27486)                    |
| 209. Romilly-la-Puthenaye (27492)       | 210. Rougemontier (27497)               | 211. Rouge-Perriers (27498)                | 212. Routot (27500)                        |
| 213. Rugles (27502)                     | 214. Saint-Agnan-de-Cernières (27505)   | 215. Saint-Antonin-de-Sommaire (27508)     | 216. Saint-Aubin-d’Écrosville (27511)      |
| 217. Saint-Aubin-de-Scellon (27512)     | 218. Saint-Aubin-du-Thenney (27514)     | 219. Saint-Aubin-sur-Quillebeuf (27518)    | 220. Saint-Benoît-des-Ombres (27520)       |
| 221. Saint-Christophe-sur-Avre (27521)  | 222. Saint-Christophe-sur-Condé (27522) | 223. Saint-Cyr-de-Salerne (27527)          | 224. Saint-Cyr-la-Campagne (27529)         |
| 225. Saint-Denis-d’Augerons (27530)     | 226. Saint-Denis-des-Monts (27531)      | 227. Saint-Didier-des-Bois (27534)         | 228. Sainte-Colombe-la-Commanderie (27524) |
| 229. Saint-Éloi-de-Fourques (27536)     | 230. Sainte-Marie-d’Attez (27578)       | 231. Sainte-Opportune-du-Bosc (27576)      | 232. Sainte-Opportune-la-Mare (27577)      |
| 233. Saint-Étienne-l’Allier (27538)     | 234. Saint-Georges-du-Vièvre (27542)    | 235. Saint-Germain-de-Pasquier (27545)     | 236. Saint-Germain-la-Campagne (27547)     |
| 237. Saint-Grégoire-du-Vièvre (27550)   | 238. Saint-Jean-du-Thenney (27552)      | 239. Saint-Laurent-du-Tencement (27556)    | 240. Saint-Léger-de-Rôtes (27557)          |
| 241. Saint-Léger-du-Gennetey (27558)    | 242. Saint-Maclou (27561)               | 243. Saint-Mards-de-Blacarville (27563)    | 244. Saint-Mards-de-Fresne (27564)         |
| 245. Saint-Martin-du-Tilleul (27569)    | 246. Saint-Martin-Saint-Firmin (27571)  | 247. Saint-Meslin-du-Bosc (27572)          | 248. Saint-Ouen-de-Pontcheuil (27579)      |
| 249. Saint-Ouen-de-Thouberville (27580) | 250. Saint-Ouen-du-Tilleul (27582)      | 251. Saint-Paul-de-Fourques (27584)        | 252. Saint-Philbert-sur-Boissey (27586)    |
| 253. Saint-Philbert-sur-Risle (27587)   | 254. Saint-Pierre-de-Cernières (27590)  | 255. Saint-Pierre-de-Cormeilles (27591)    | 256. Saint-Pierre-de-Salerne (27592)       |
| 257. Saint-Pierre-des-Fleurs (27593)    | 258. Saint-Pierre-des-Ifs (27594)       | 259. Saint-Pierre-du-Bosguérard (27595)    | 260. Saint-Pierre-du-Val (27597)           |
| 261. Saint-Samson-de-la-Roque (27601)   | 262. Saint-Siméon (27603)               | 263. Saint-Sulpice-de-Grimbouville (27604) | 264. Saint-Sylvestre-de-Cormeilles (27605) |
| 265. Saint-Symphorien (27606)           | 266. Saint-Victor-d’Épine (27609)       | 267. Saint-Victor-de-Chrétienville (27608) | 268. Saint-Victor-sur-Avre (27610)         |
| 269. Saint-Vincent-du-Boulay (27613)    | 270. Selles (27620)                     | 271. Serquigny (27622)                     | 272. Sylvains-Lès-Moulins (27693)          |
| 273. Thénouville (27089)                | 274. Thiberville (27629)                | 275. Thibouville (27630)                   | 276. Thierville (27631)                    |
| 277. Tillières-sur-Avre (27643)         | 278. Tocqueville (27645)                | 279. Tournedos-Bois-Hubert (27650)         | 280. Tourville-la-Campagne (27654)         |
| 281. Tourville-sur-Pont-Audemer (27655) | 282. Toutainville (27656)               | 283. Treis-Sants-en-Ouche (27516)          | 284. Triqueville (27662)                   |
| 285. Trouville-la-Haule (27665)         | 286. Valailles (27667)                  | 287. Valletot (27669)                      | 288. Vannecrocq (27671)                    |
| 289. Venon (27677)                      | 290. Verneuil d’Avre et d’Iton (27679)  | 291. Verneusses (27680)                    | 292. Vieux-Port (27686)                    |
| 293. Villettes (27692)                  | 294. Villez-sur-le-Neubourg (27695)     | 295. Vitot (27698)                         | 296. Voiscreville (27699)                  |
| 297. Vraiville (27700)                  |                                         |                                            |                                            |

## Neuordnung der Arrondissements 2017

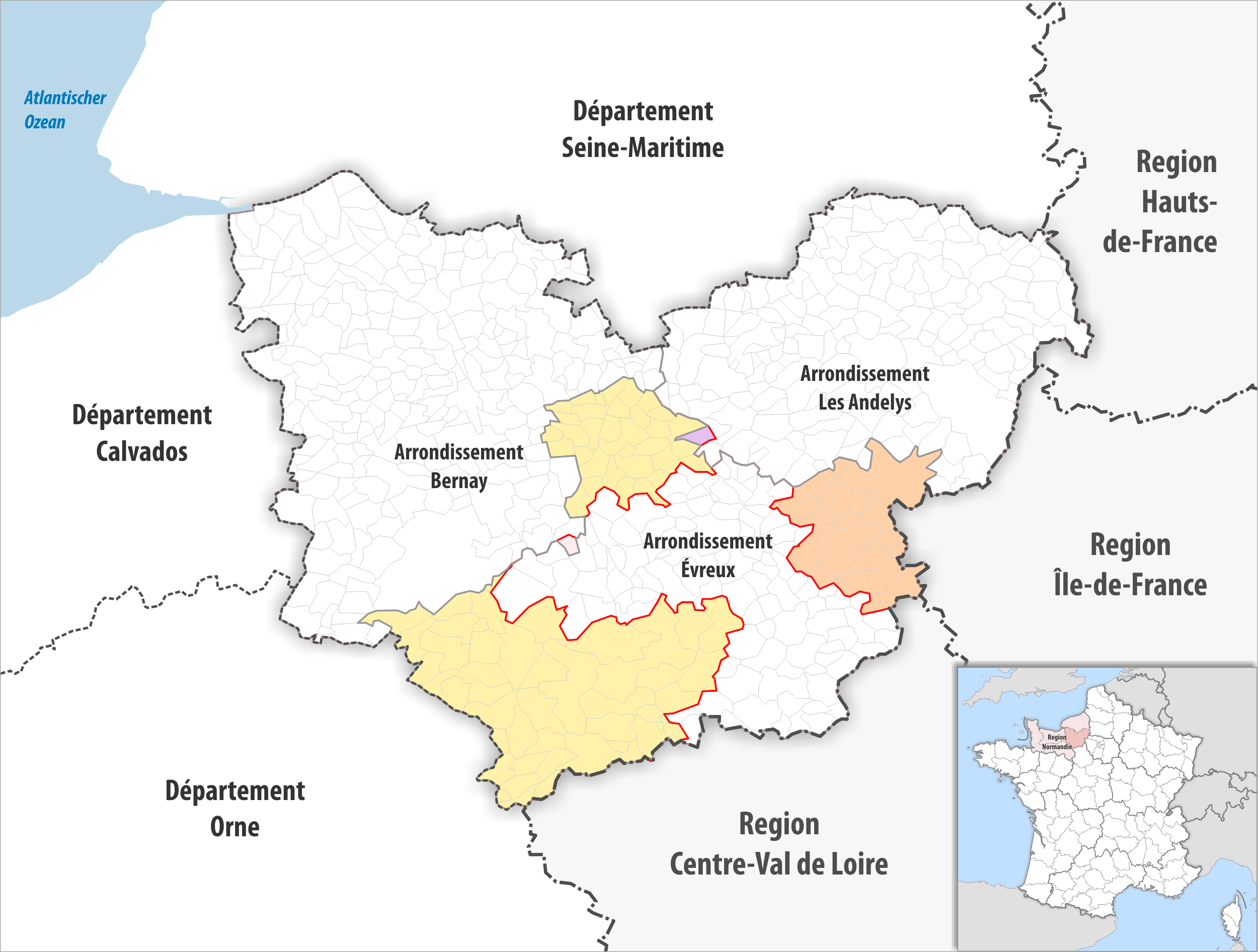
Arrondissementsanpassungen im Jahr 2017

Durch die Neuordnung der Arrondissements im Jahr 2017 wurde die Fläche der 76 Gemeinden Ambenay, Armentières-sur-Avre, Bacquepuis, Bâlines, Les Barils, Les Baux-de-Breteuil, Bémécourt, Bérengeville-la-Campagne, Bernienville, Bois-Anzeray, Bois-Arnault, Bois-Normand-près-Lyre, Les Bottereaux, Bourth, Breteuil, Breux-sur-Avre, Brosville, Buis-sur-Damville, Canappeville, Cesseville, Chaise-Dieu-du-Theil, Chambois, Chambord, Champignolles, Chennebrun, Chéronvilliers, Courteilles, Crestot, Criquebeuf-la-Campagne, Crosville-la-Vieille, Daubeuf-la-Campagne, Écauville, Ecquetot, Émanville, Épégard, Épreville-près-le-Neubourg, Feuguerolles, Gournay-le-Guérin, Grandvilliers, Graveron-Sémerville, La Haye-Saint-Sylvestre, Hectomare, L’Hosmes, Houetteville, Iville, Juignettes, Le Lesme, Mandres, Marbeuf, Marbois, Mesnils-sur-Iton, Neaufles-Auvergny, Le Neubourg, La Neuve-Lyre, Piseux, Pullay, Quittebeuf, Roman, Rugles, Saint-Antonin-de-Sommaire, Saint-Aubin-d’Écrosville, Saint-Christophe-sur-Avre, Saint-Victor-sur-Avre, Sainte-Colombe-la-Commanderie, Sainte-Marie-d’Attez, Sylvains-Lès-Moulins, Le Tilleul-Lambert, Tillières-sur-Avre, Tournedos-Bois-Hubert, Le Tremblay-Omonville, Le Troncq, Venon, Verneuil d’Avre et d’Iton, La Vieille-Lyre, Villettes, Villez-sur-le-Neubourg und Vitot vom Arrondissement Évreux und die Fläche der Gemeinde Hondouville vom Arrondissement Les Andelys dem Arrondissement Bernay zugewiesen. 
Dafür wechselte die Fläche der Gemeinde Tilleul-Dame-Agnès vom Arrondissement Bernay zum Arrondissement Évreux.

## Neuordnung der Arrondissements 2006
Durch die Neuordnung der Arrondissements im Jahr 2006 wurde die Fläche der 24 Gemeinden Amfreville-la-Campagne, Beaumesnil, Le Bec-Thomas, Bosguérard-de-Marcouville, Fouqueville, Le Gros-Theil, La Harengère, La Haye-du-Theil, Mandeville, La Pyle, Saint-Amand-des-Hautes-Terres, Saint-Cyr-la-Campagne, Saint-Didier-des-Bois, Saint-Germain-de-Pasquier, Saint-Meslin-du-Bosc, Saint-Nicolas-du-Bosc, Saint-Ouen-de-Pontcheuil, Saint-Pierre-du-Bosguérard, Saint-Pierre-des-Fleurs, La Saussaye, Le Thuit-Anger, Le Thuit-Signol, Le Thuit-Simer, Tourville-la-Campagne und Vraiville vom Arrondissement Évreux dem Arrondissement Bernay zugewiesen.

## Ehemalige Gemeinden seit der landesweiten Neuordnung der Arrondissements
bis 2018:
Saint-Georges-du-Mesnil, Saint-Jean-de-la-Léqueraye, Mesnils-sur-Iton, Buis-sur-Damville, Grandvilliers, Roman, Fourmetot, Saint-Thurien, Saint-Ouen-des-Champs, Saint-Aubin-le-Vertueux, Saint-Clair-d’Arcey, Saint-Quentin-des-Isles, La Vieille-Lyre, Champignolles
bis 2017:
Goupillières, Le Tilleul-Othon, Saint-Germain-Village, Touville
bis 2016:
Berville-en-Roumois, Bosc-Renoult-en-Roumois, Le Bosc-Roger-en-Roumois, Bosguérard-de-Marcouville, Bosnormand, Carsix, Fontaine-la-Soret, Houlbec-près-le-Gros-Theil, Nassandres, Perriers-la-Campagne, Theillement
bis 2015:
Ajou, Amfreville-la-Campagne, La Barre-en-Ouche, Bosc-Bénard-Commin, Bosc-Bénard-Crescy, Bosc-Renoult-en-Ouche, Bourgtheroulde-Infreville, Bourneville, Épinay, Épreville-en-Roumois, Flancourt-Catelon, Gisay-la-Coudre, Granchain, Le Gros-Theil, Jonquerets-de-Livet, Landepéreuse, La Roussière, Saint-Amand-des-Hautes-Terres, Saint-Aubin-le-Guichard, Saint-Aubin-des-Hayes, Saint-Nicolas-du-Bosc, Saint-Pierre-du-Mesnil, Sainte-Croix-sur-Aizier, Sainte-Marguerite-en-Ouche, Thevray, Le Thuit-Anger, Thuit-Hébert, Le Thuit-Signol, Le Thuit-Simer